# ブラッドリー・スレーター
ブラッドリー・スレーター（Bradley Slater、1998年9月23日 - ）は、ニュージーランドのラグビーユニオン選手。スーパーラグビーのギャラガー・チーフスと、NPC州代表のタラナキに所属している。
ニュージーランド北島、タラナキ地方のニュープリマス出身。ニュー・プリマス・ボーイズ・ハイスクール（New Plymouth Boys High School）卒業。
2019年3月2日、ギャラガー・チーフスでスーパーラグビーデビューを果たした。
同じく2019年、ニュージーランド州代表選手権（NPC）にタラナキから初出場。
2024年11月10日、初めてオールブラックスXVとしてジョージア戦に出場した。